# Muri Fermani
La Muri Fermani era una corsa in linea femminile di ciclismo su strada, disputata a Fermo, in Italia, dal 2010 al 2013. Nelle quattro edizioni svoltesi la prova era di classe UCI 1.3, e per questo non inclusa nel Calendario internazionale femminile UCI.
Dal 2017 si svolge, sempre organizzata dal Pedale Fermano, una Muri Fermani maschile per Elite e Under-23.

## Albo d'oro
Aggiornato all'edizione 2013.
| Anno | Vincitrice       | Seconda          | Terza            |
| ---- | ---------------- | ---------------- | ---------------- |
| 2010 | Giorgia Bronzini | Eleonora Patuzzo | Marta Vilajosana |
| 2011 | Rasa Leleivytė   | Rossella Callovi | Nicole Cooke     |
| 2012 | Alena Amjaljusik | Noemi Cantele    | Rossella Ratto   |
| 2013 | Alena Amjaljusik | Tatiana Guderzo  | Polona Batagelj  |